# Bradysia crinita
Bradysia crinita är en tvåvingeart som beskrevs av Werner Mohrig och Hovemeyer 1992. Bradysia crinita ingår i släktet Bradysia och familjen sorgmyggor.
Artens utbredningsområde är Tyskland. Arten är reproducerande i Sverige. Inga underarter finns listade i Catalogue of Life.